# Tam Hà
Tam Hà (chữ Hán giản thể: 三河市) là một thành phố cấp phó địa thuộc địa cấp thị Lang Phường, tỉnh Hà Bắc, Cộng hòa Nhân dân Trung Hoa. Thành phố này có diện tích 643 ki-lô-mét vuông, dân số 460.000 người. Mã số bưu chính là 065200. Năm thứ tư nhà Đường (716) lập huyện. Tháng 3 năm 1993 lập thành phố trên cơ sở huyện này. Về mặt hành chính, thành phố được chia thành 7 trấn, 3 hương.
- Trấn: 泃 Dương, Lý Kỳ Trang, Hoàng Trang, Tân Tập, Đoạn Giáp, Cao Lâu, Yên Giao, khu phát triển Yên Giao.
- Hương: Dương Trang, Hoàng Thổ Trang, Tề Tâm Trang.